# 銅鑼鄉重光診所
24°29′15″N 120°47′11″E / 24.487450°N 120.786476°E
銅鑼鄉重光診所，位於臺灣苗栗縣銅鑼鄉銅鑼村、銅鑼火車站附近，為1949年建的和洋折衷建築診所兼住宅，也是劉慕沙故居，今列苗栗縣歷史建築。

## 建築樣貌
重光診所，設址在銅鑼鄉銅鑼村武聖街10號，隔馬路就是縱貫線。屋前種植與二樓窗同高的亞歷山大椰子樹，一旁則有樟樹、桉樹。
建屋者劉肇芳在二戰時是日本海軍在南洋戰區的隨軍醫官。此房造型就參照劉肇芳在菲律賓看到的西班牙式建築，為臺灣少數同時具備中西日風格的醫師診所兼住家。
屋頂為上鋪陶瓦的四坡水屋頂，並在前庭飾有唐破風。前亭大鬼瓦上的三根槍管造型與門前的龍柏，都是作為化解路沖的風水。窗台開口高度較低，具有木作的直列欄杆，曲線出挑，漆成天空藍。
內部格局對稱，樓梯位於中央。診間內，有收藏年代久遠的手術器材、餐櫥和留聲機，還有屋主劉肇芳自製、超過30年份的氣象紀錄。因診所與住宅混合，特地將樓梯設計T字形，洗石子部分為公領域通道，木質則通往私領域。二樓的私人房間舖設榻榻米，並有日式木格大窗讓天光能進入。

## 歷史

### 建立過程

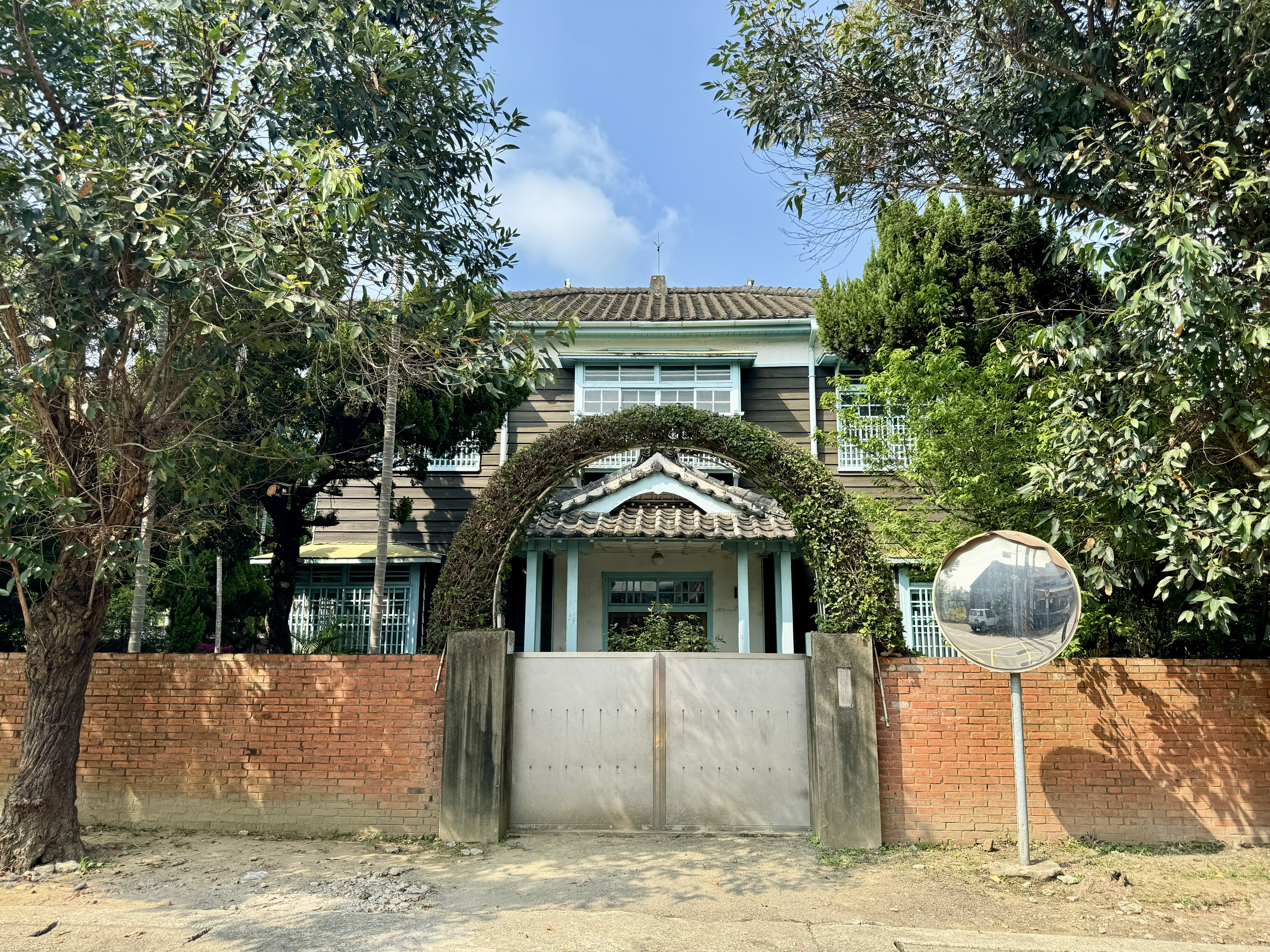
遠景

重光診所是原在銅鑼舊街東海醫院行醫的劉肇芳，在戰後時期初買下銅鑼車站旁300坪土地所建。「重光」是皇民化運動時，劉肇芳家族的日本姓。
據劉肇芳女兒劉慕沙回憶，當時正逢舊臺幣貶值，父親為籌湊蓋屋費用除行醫外，還每天清晨在銅鑼天后宮前曬花生來賣，並由孩子們看守，兩年後才累積到近十兩黃金作蓋屋費用。劉肇芳兒子劉家武回想，父親還遠赴太平山挑選檜木做建材，再以火車運到銅鑼火車站來加工。
到劉慕沙初級中學二年級時，重光診所落成。劉家武說診所完工時，是銅鑼鄉最顯眼的建築地標，從公館鄉過雞隆山便能望見。

### 老屋故事

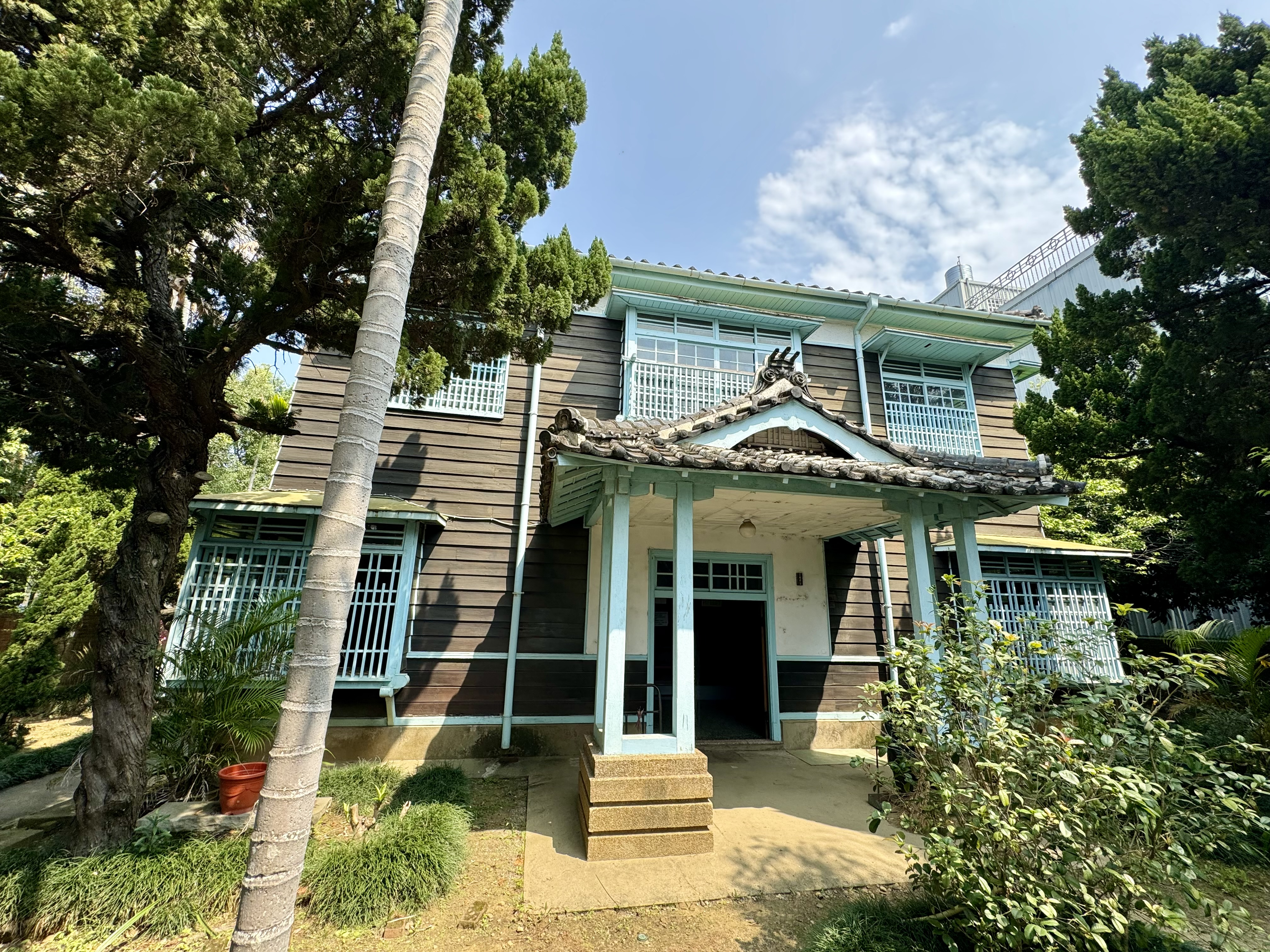
前亭

作為劉肇芳一家子新家的重光診所，離車站只有一箭之地，方便劉慕沙與兄長去新竹走讀。而他們的父親就是新竹中學第一屆畢業生。劉慕沙在新竹女中時有同窗劉玉蘭獲全國軟網女子冠軍，被朱西甯誤以劉玉蘭是他在南京的舊識，因而劉慕沙與朱西甯通信結識。劉慕沙十九歲畢業後，除作銅鑼國小的代課教員，其餘時間會在重光診所外科室幫忙病患換藥。
劉肇芳自律甚嚴，也對家人嚴厲，連子女吃飯都戰戰兢兢。劉肇芳因長子參加讀書會而被關在綠島監獄，而厭惡外省人。劉慕沙為與外省的朱西甯私自交往，就透過兄長女友作轉信人，躲在重光診所廁所偷讀情書，直到一天以謊稱代表苗栗參加省運網球為由逃家。1955年，劉慕沙身上僅帶一面網球拍、一疊合唱團歌譜，投奔僅見過四次面的朱西甯。當時台灣本省人有「嫁給外省人不如剁給母豬吃」的觀念，此事在保守的銅鑼鄉客家庄而驚動鄉里。時值四十八歲的劉肇芳為此胃疾復發。之後，劉慕沙在高雄縣鳳山鎮寫信給父親希望爸媽成全，但沒得到回信，直到劉慕沙叔叔劉肇嘉到鳳山找她才瞞著朱西甯返家。當兩人在診所二樓重逢時，父親就說「妳還曉得叫我爸爸」，接著一起流下淚來，從此諒解。
劉肇芳平常最大的興趣是在診所庭院種植花草樹木、以手搖唱盤聆聽古典音樂。劉慕沙與丈夫在鳳山陸軍官校附近租違建期間，1956年和1958年，朱天文、朱天心二女相繼出生。朱天文說，外公曾摘下院內少見的黑玫瑰，寄給遠在鳳山的父親。1959年，朱西甯調職到國防部，讓妻女暫住娘家，他自己每周搭火車來看望母女。劉慕沙在銅鑼生下了朱天衣。1960年，劉慕沙與三個女兒才搬到桃園縣大溪鎮僑愛新村眷舍。
劉肇芳早上大約六點前起床，先在診間測量當日溫溼度與氣壓，接著梳洗用餐上診，多年未變。他服務範圍在銅鑼與附近苗栗市、大湖鄉、三義鄉鄉鎮。有1台1959年製的本田機車，作為劉肇芳長年以來的代步工具。至1996年報導時，已九旬的劉肇芳依然在重光診所看診，並感嘆台北醫學專門學校的同窗只剩洪源火，說自己行醫是為了自我的實現。次年5月5日晚，劉肇芳的老機車在銅鑼工業區附近山區失竊，黃子權等鄉民們還發動協尋。

### 觀光景點

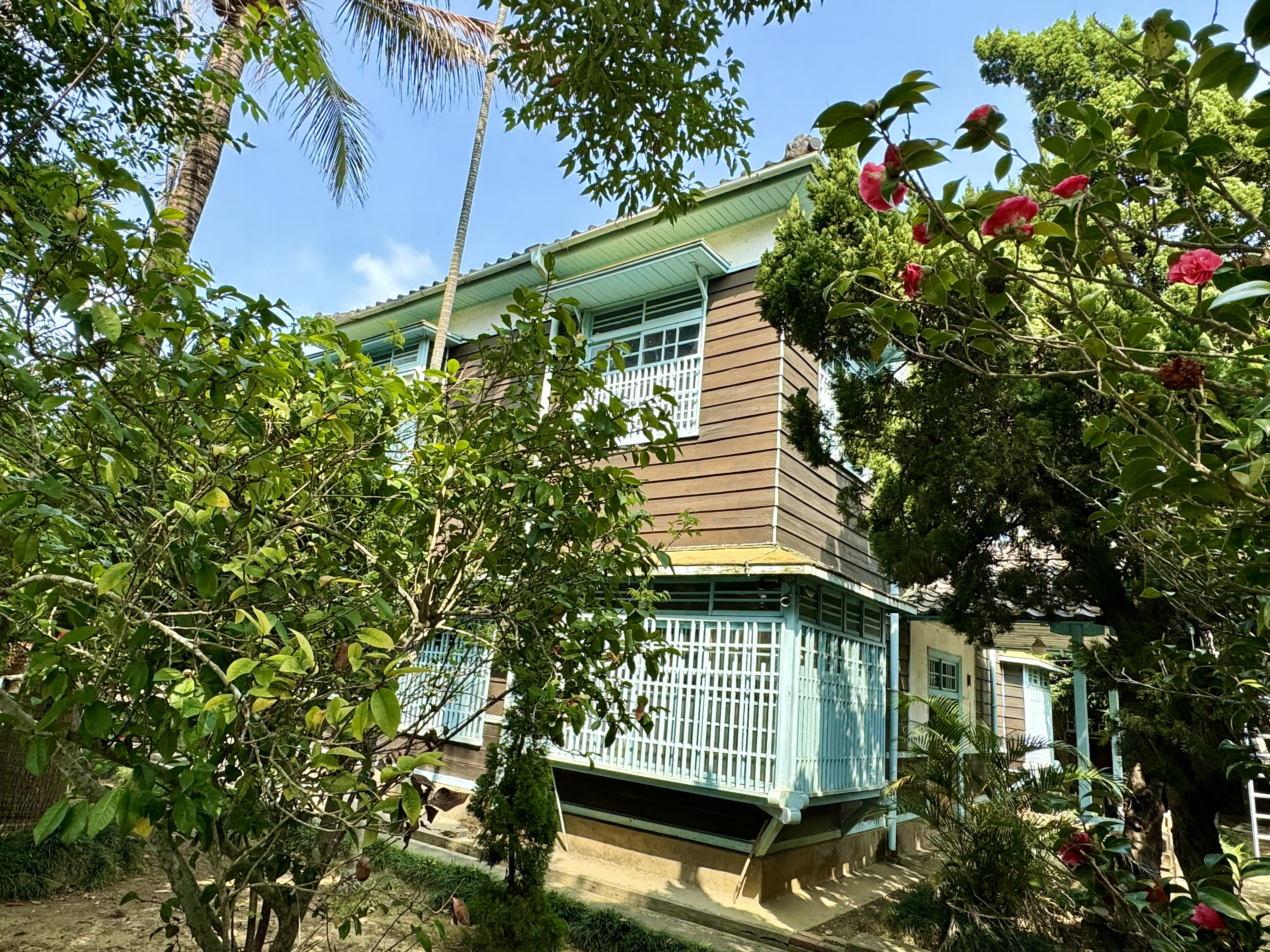
窗台

在劉肇芳的堅持下，重光診所的樣貌維持原貌，並無裝設冷氣機。朱天心創作的〈綠竹引〉、朱天文〈安安的假期〉後來合編成電影《冬冬的假期》劇本。侯孝賢在1984年就以重光診所作為《冬冬的假期》的場景。曾有侯孝賢的日本影迷專程組團來此參觀。此外，電視劇《風中緋櫻》、《孤戀花》、《大將徐傍興》也都來此取景。
2001年，時為東海大學建築系學生許智凱、邱于貞、吳雯津選修教師洪文雄的古蹟保存課程時，因考慮日治時期的醫師較為富裕、對建築較為講究，故其住宅能反映日本風格對台灣建築的影響，遂先後走訪包含重光診所等苑裡、大甲、銅鑼等地醫師住宅。2004年2月，九十七歲的劉肇芳去世後，家族召開家族會議，決定整修重光診所。3月，劉肇芳女兒劉淑美與已成為設計師許智凱、邱于真聯繫，獲得他們允諾協助規劃。劉家自費以新台幣200多萬元翻修。
2004年7月22日，苗栗縣文化局文化資產課長鄭瑞雪與苗栗縣歷史建築審查小組成員經會勘重光診所後，一致同意列入歷史建築。列為歷史建築後，旅客可藉由苗栗縣文化局預約內部導覽。
2018年10月10日，朱西甯與劉慕沙紀錄片《願未央》在重光診所開鏡。